# Giuseppe Cassia
Giuseppe Cassia, noto anche come Pino Cassia (Siracusa, 12 giugno 1920 – Roma, 15 agosto 1982), è stato un paroliere, compositore e produttore discografico italiano.
Nel corso della sua carriera ha scritto circa 800 canzoni, entrando nella storia della musica leggera italiana per alcune di esse come Città vuota, lanciata da Mina, o Bisogna saper perdere, successo di Lucio Dalla e dei Rokes. Ha firmato varie volte con lo pseudonimo Catra.

## Biografia
Inizia a scrivere testi per il teatro di rivista e, dopo un'esperienza a New York come annunciatore in lingua italiana della stazione radiofonica WHOM, nel 1948 si trasferisce a Roma, dove continua l'attività, dedicandosi anche al cabaret.
Si occupa poi di musica leggera, legandosi dapprima alle edizioni musicali Aberbach e poi, a partire dal 1960, alla RCA Italiana, con cui otterrà i maggiori successi come autore di testi; uno dei primi è Il ragazzo col ciuffo, per Little Tony, ripreso negli anni '80 dal gruppo demenziale torinese Persiana Jones e le Tapparelle Maledette.
In molti casi si occupa di cover, scrivendo dei testi spesso lontani dall'originale ma ugualmente di successo, come Città vuota, incisa da Mina, Quelli che hanno un cuore e Il mondo nei tuoi occhi (entrambi da Burt Bacharach), Lei ti ama per Fausto Leali (cover di She loves you dei Beatles, Eccola di nuovo, versione italiana di Here comes my baby di Cat Stevens e L'amore verrà (cover di You can't hurry love), riproposta nel 2009 da Nina Zilli.
Partecipa al Festival di Sanremo 1967 con Bisogna saper perdere, su musica del Maestro Ruggero Cini, presentata da Lucio Dalla e dai Rokes, che diventa uno dei suoi brani più noti, in particolare per la frase "Bisogna saper perdere, / non sempre si può vincere / e allora cosa vuoi?", e al Festival di Sanremo 1969 con Tu sei bella come sei, scritta insieme a Sergio Bardotti (su musica di Marcello Marrocchi e Mario Vicari), interpretata da Mal e The Showmen.
Nella seconda metà degli anni sessanta è anche, insieme a Giorgio Calabrese, direttore artistico per l'Italia della Pye Records (distribuita dalla RCA Italiana).
Nel 1970 fonda le edizioni musicali Interbeat da cui dà vita, l'anno successivo, alla casa discografica Picci, per cui incidono, tra gli altri, Carmelo Pagano, gli Officina Meccanica, Fiammetta, La Seconda Genesi ed Ernesto Bassignano.

## Canzoni scritte da Giuseppe Cassia
| Anno | Titolo                                         | Autori del testo                    | Autori della musica                          | Interpreti                    |
| ---- | ---------------------------------------------- | ----------------------------------- | -------------------------------------------- | ----------------------------- |
| 1960 | What a sky                                     | Giuseppe Cassia e Citto Maselli     | Giovanni Fusco                               | Nico Fidenco                  |
| 1960 | Trust me                                       | Giuseppe Cassia                     | Giovanni Fusco                               | Nico Fidenco                  |
| 1961 | Caffè e camomilla                              | Giuseppe Cassia                     | Dora Musumeci                                | Dora Musumeci                 |
| 1961 | Qualcuno ha chiesto di me                      | Giuseppe Cassia                     | Dora Musumeci                                | Dora Musumeci                 |
| 1962 | Il ragazzo col ciuffo                          | Giuseppe Cassia                     | Enrico Ciacci e Alberto Minardi              | Little Tony                   |
| 1962 | Il cantico eterno                              | Giuseppe Cassia                     | Gino Peguri                                  | Miranda Martino               |
| 1962 | Cinquant'anni                                  | Giuseppe Cassia                     | Gino Peguri                                  | Miranda Martino               |
| 1962 | Gianni                                         | Giuseppe Cassia                     | Nino Pasquale Tassone                        | Miranda Martino               |
| 1963 | Preferisco non andare al cinema                | Giuseppe Cassia                     | Gianni Marchetti                             | Jonica                        |
| 1963 | Cosa fai dei miei vent'anni                    | Giuseppe Cassia                     | Mario Pagano                                 | Donatella Moretti             |
| 1963 | Chi ci vedrà                                   | Giuseppe Cassia                     | Nino Pasquale Tassone                        | Miranda Martino               |
| 1963 | Dimmi qualcosa d'importante                    | Giuseppe Cassia                     | Gianni Marchetti                             | Jonica                        |
| 1963 | Eri un'abitudine                               | Giuseppe Cassia                     | Doc Pomus e Mort Shuman                      | Andy Williams                 |
| 1963 | Città vuota                                    | Giuseppe Cassia                     | Doc Pomus e Mort Shuman                      | Mina                          |
| 1964 | Quelli che hanno un cuore                      | Giuseppe Cassia                     | Burt Bacharach                               | Petula Clark                  |
| 1964 | Stupido Stupido                                | Giuseppe Cassia                     | Burt Bacharach                               | Dusty Springfield             |
| 1964 | Chi sarà la ragazza del Clan?                  | Giuseppe Cassia e Luciano Beretta   | Brian Poole                                  | I Ribelli                     |
| 1964 | Lei ti ama                                     | Giuseppe Cassia, Giuseppe Salinelli | John Lennon, Paul McCartney                  | Fausto Leali                  |
| 1965 | Lo sai tu?                                     | Giuseppe Cassia, Pino Vinci         | Ray Charles                                  | Dino                          |
| 1965 | Ti tendo le braccia                            | Giuseppe Cassia                     | Burt Bacharach                               | Nicola Di Bari                |
| 1965 | Fuori dal mondo                                | Giuseppe Cassia                     | Del Shannon                                  | I Giganti                     |
| 1965 | Ti fermerò                                     | Giuseppe Cassia                     | Elvio Monti                                  | Vittoria Arcuri               |
| 1965 | Ora puoi tornare                               | Giuseppe Cassia                     | Larry Banks                                  | Equipe 84                     |
| 1965 | Ma non è giusto                                | Giuseppe Cassia                     | Rod Argent                                   | Kings                         |
| 1965 | Rhonda, aiuto!                                 | Giuseppe Cassia                     | Mike Love e Brian Wilson                     | I Barrittas                   |
| 1966 | Il mondo nei tuoi occhi                        | Giuseppe Cassia e Sergio Bardotti   | Burt Bacharach                               | Gianni Morandi                |
| 1966 | Love love, bang bang                           | Giuseppe Cassia                     | Bruno Nicolai                                | Nancy Cuomo                   |
| 1966 | Ringo, dove vai?                               | Giuseppe Cassia e Roberto Satti     | Bruno Nicolai                                | Bobby Solo                    |
| 1966 | L'amore non è amore senza te                   | Giuseppe Cassia e Mario Cenci       | Ben Weisman e Clive Westlake                 | Peppino Di Capri              |
| 1966 | Questa sera come sempre                        | Giuseppe Cassia                     | Buck Owens                                   | Lucio Dalla                   |
| 1966 | Gira gira                                      | Giuseppe Cassia                     | Eddie Holland, Brian Holland e Lamont Dozier | Rita Pavone                   |
| 1966 | L'amore verrà                                  | Giuseppe Cassia                     | Eddie Holland, Brian Holland e Lamont Dozier | The Supremes                  |
| 1966 | Se il filo spezzerai                           | Giuseppe Cassia                     | Eddie Holland, Brian Holland e Lamont Dozier | The Supremes                  |
| 1967 | L'ombra di nessuno                             | Giuseppe Cassia                     | Eddie Holland, Brian Holland e Lamont Dozier | Mal e Caterina Caselli        |
| 1967 | Bisogna saper perdere                          | Giuseppe Cassia                     | Ruggero Cini                                 | Lucio Dalla e i Rokes         |
| 1967 | Torna a casa ragazzina beat                    | Giuseppe Cassia                     | Garry Bonner e Alan Gordon                   | Elio Ciprì                    |
| 1967 | Se io fossi un falegname                       | Giuseppe Cassia e Mogol             | Tim Hardin                                   | Dik Dik                       |
| 1967 | Il sole è di tutti                             | Giuseppe Cassia                     | Bryan Wells e Ron Miller                     | Stevie Wonder                 |
| 1967 | Chi mi aiuterà                                 | Giuseppe Cassia e Ricky Gianco      | Eddie Holland, Brian Holland e Lamont Dozier | I Ribelli                     |
| 1967 | Ci amiamo troppo                               | Giuseppe Cassia                     | Phil Spector, Jeff Barry e Ellie Greenwich   | Iva Zanicchi                  |
| 1967 | Per vivere insieme                             | Giuseppe Cassia                     | Garry Bonner e Alan Gordon                   | Quelli e I Ragazzi del Sole   |
| 1967 | Eccola di nuovo                                | Giuseppe Cassia                     | Cat Stevens                                  | The Rokes                     |
| 1967 | Cercate di abbracciare tutto il mondo come noi | Giuseppe Cassia e Sergio Bardotti   | Shel Shapiro                                 | The Rokes                     |
| 1968 | Due biglietti                                  | Giuseppe Cassia                     | Bobby Darin                                  | Romolo                        |
| 1968 | You'd Better Smile                             | Giuseppe Cassia                     | Gianfranco Reverberi                         | Nicola Di Bari                |
| 1968 | Cosa vale un uomo                              | Giuseppe Cassia                     | Gianfranco Reverberi                         | Nicola Di Bari                |
| 1968 | Come un ragazzo                                | Giuseppe Cassia e Paolo Dossena     | Jean Jacques Debout                          | Sylvie Vartan                 |
| 1969 | Tu sei bella come sei                          | Giuseppe Cassia e Sergio Bardotti   | Marcello Marrocchi e Mario Vicari            | Mal e The Showmen             |
| 1969 | Otto rampe di scale                            | Giuseppe Cassia e Roby Castiglione  | Bruno Filippini                              | Pooh                          |
| 1969 | Avengers                                       | Giuseppe Cassia                     | Arfemo e Gianni Ferrio                       | Nancy Cuomo                   |
| 1970 | Vieni qui                                      | Giuseppe Cassia Roby Castiglione    | Walter Rodi Ramoino M.                       | Anna Bardelli                 |
| 1970 | Un bicchiere di birra                          | Giuseppe Cassia                     | Walter Rodi                                  | GianFranco Maffuccio          |
| 1970 | Chirpy Chirpy Cheep Cheep                      | Giuseppe Cassia                     | Lally Stott                                  | Middle of the Road            |
| 1971 | È il mio mondo                                 | Giuseppe Cassia                     | Giuseppe Cassia e Colt J J                   | Il Punto                      |
| 1971 | Ragazzi che scappano                           | Giuseppe Cassia                     | Giuseppe Cassia e Colt J J                   | Il Punto                      |
| 1971 | Figlio che vuoi?                               | Giuseppe Cassia                     | Walter Rodi                                  | Harlem 77                     |
| 1972 | Magari poco, ma ti amo                         | Giuseppe Cassia                     | Victor Pagano                                | Rita Pavone                   |
| 1972 | Davanti a Dio                                  | Giuseppe Cassia                     | Walter Rodi                                  | Miranda Martino Paola Musiani |
| 1976 | L'ultima riva                                  | Giuseppe Cassia                     | Walter Rodi                                  | Laura Conti                   |
| 1976 | Dove porta il vento                            | Giuseppe Cassia                     | Walter Rodi                                  | Anna Bardelli                 |
| 1976 | Io sono un filo d'erba                         | Giuseppe Cassia                     | Walter Rodi                                  | Anna Bardelli                 |
| 1976 | Ora che amo te                                 | Giuseppe Cassia                     | Walter Rodi                                  | Anna Bardelli                 |
| 1976 | Piombo fuso                                    | Giuseppe Cassia                     | Walter Rodi                                  | Marisa Solinas                |
| 1979 | You are my nighy                               | Giuseppe Cassia                     | Walter Rodi                                  | Patricia                      |